# روبرت إس. نيومان
روبرت إس. نيومان (بالإنجليزية: Robert S. Newman)‏ هو عالم إنسان أمريكي، ولد في 12 فبراير 1943.